# Scuola romana di pittura

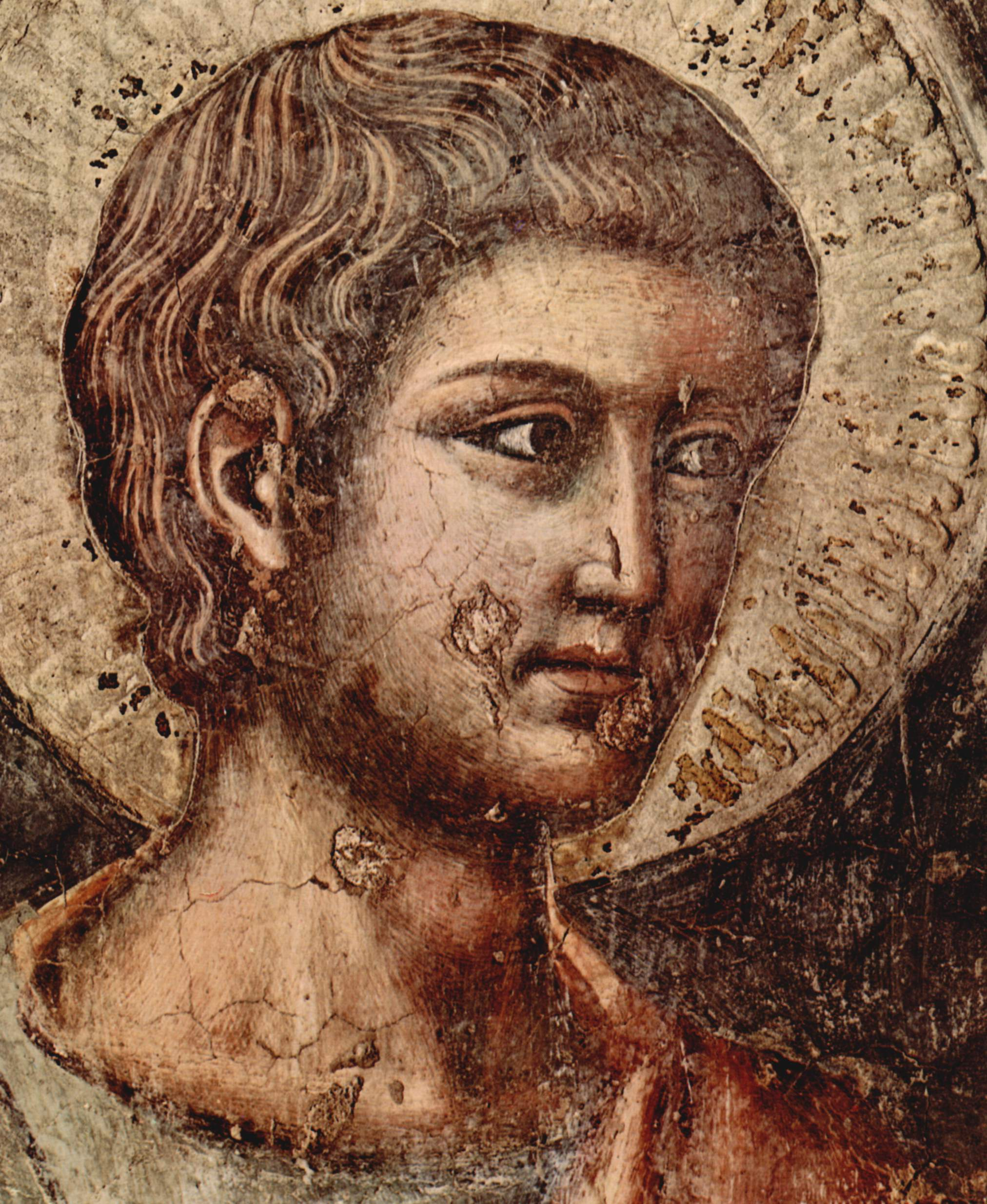
Pietro Cavallini, dettaglio del Giudizio Universale, Santa Cecilia in Trastevere

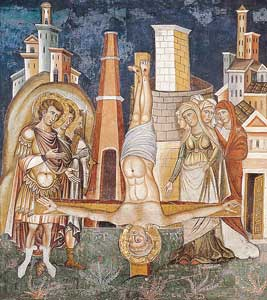
La Crocifisisone di Pietro nel Sancta Sanctorum

La Scuola romana di pittura a cavallo tra Due e Trecento fu una delle più importanti correnti attive in Italia e in occidente in generale.
Riscoperta ed esaltata in tempi relativamente recenti (in particolare dopo il restauro del ciclo del Sancta Sanctorum e con le nuove attribuzioni delle Storie di san Francesco ad Assisi), fu probabilmente la prima scuola pittorica a sviluppare un linguaggio figurativo più umano e realistico a partire dalle esperienze bizantine, prima dei toscani. Il lungo oblio dei romani, interrotto dagli studi di Federico Zeri, fu dovuto a varie ragioni, prime fra tutti la scarsità di resti e l'assenza in città di una storiografia artistica capace di esaltare quei pionieri, come Pietro Cavallini, Jacopo Torriti e Filippo Rusuti, come invece era avvenuto in Toscana con Vasari e gli altri trattatisti.
Oggetto di contesa tra gli studiosi è ancora oggi il rapporto infatti tra i romani e i toscani (Cimabue, Giotto): non è chiaro quale delle due scuole abbia influenzato l'altra e quale effettivamente diede avvio al rinnovo. È probabile infatti che fossero stati i romani, disponendo di un maggior numero di dipinti e di mosaici tardo-antichi e dell'alto medioevo da cui trarre spunto, a studiare nuove forme di rappresentazione della figura umana e dello spazio, subito colte e sviluppate dai toscani. Sia Cimabue che Giotto infatti fecero probabilmente dei viaggi a Roma fin dalla loro prima gioventù.
Fu soprattutto il cantiere papale della basilica di San Francesco ad Assisi il punto di confronto e scambio tra gli artisti. I registri alti della Basilica superiore sono infatti in gran parte di scuola romana, soprattutto del Torriti. Vero oggetto del contendere è comunque l'attribuzione a una o all'altra scuola delle opere del cosiddetto Maestro di Isacco, tradizionalmente identificato con Giotto giovane, e del ciclo francescano. Secondo gli studi dello Zeri e di Bruno Zanardi il capobottega di Assisi sarebbe stato infatti Pietro Cavallini, a giudicare dal particolare modo di stendere gli incarnati che si ritrova anche nel Giudizio universale di Santa Cecilia in Trastevere. D'altra parte i fautori dell'attribuzione tradizionale sottolineano come in nessuna opera romana siano presenti soluzioni spaziali così avanzate come quelle reperibili nel ciclo di san Francesco, come se ne ritrovano invece nelle opere successive di Giotto ospitate agli Scrovegni e altrove.
In ogni caso, anche se i romani fossero artisticamente figli dei toscani, la loro scuola pittorica fu all'avanguardia e capace di soluzioni avanzate anche nel campo del mosaico.
Le attività artistiche a Roma decaddero inesorabilmente dopo il trasferimento del papato ad Avignone nel 1309: la grande attività pittorica riprenderà a Roma solo nel Quattrocento inoltrato, con una limitata partecipazione di artisti locali.